# فرانک میریگناک
فرانک میریگناک (انگلیسی: Franck Meyrignac؛ زادهٔ ۲۷ سپتامبر ۱۹۷۰) بازیکن فوتبال است.
از باشگاه‌هایی که در آن بازی کرده‌است می‌توان به باشگاه فوتبال متس اشاره کرد.